# Chloroclysta siterata
Chloroclysta siterata é uma espécie de insetos lepidópteros, mais especificamente de traças, pertencente à família Geometridae.
A autoridade científica da espécie é Hufnagel, tendo sido descrita no ano de 1767.
Trata-se de uma espécie presente no território português.

## Comportamento
Os ovos são postos em Maio. As lagartas são polífagas, alimentando-se de diversas espécies vegetais, entre as quais:
- Populus tremula
- Salix caprea
- Quercus robur
- Quercus petraea
- Quercus rubra
- Chaenomeles japonica
- Sorbus aucuparia
- Rosa canina
- Rosa vosagiaca
- Prunus serrulata
- Acer pseudoplatanus
- Frangula alnus
- Tilia